# Niedersächsischer Musikverband
Der Niedersächsische Musikverband e. V. (kurz NMV) ist seit der Fusion der beiden Vorgängerverbände Spielmannszug-Vereinigung Niedersachsen e. V. sowie des Niedersächsischen Volksmusikerverbandes e. V. im Jahr 1999 der größte instrumentale Amateurmusikverband in Niedersachsen. Er hat über 40.000 Mitglieder in 459 Vereinen (Stand 03/2021), die in 27 Kreisverbänden organisiert sind. Der NMV ist selbst Mitglied in der Bundesvereinigung Deutscher Musikverbände e. V. sowie im Landesmusikrat Niedersachsen e. V.

## Schwerpunkte
Besondere Arbeitsschwerpunkte liegen in der Aus- und Weiterbildung der Musiker der Mitgliedsvereine. Dies geschieht in qualifizierten D- und C-Lehrgängen, instrumentalen Workshops und Workshops für Vorstände. Des Weiteren werden Wertungsspiele und Meisterschaften auf Kreis- und Landesebene durchgeführt. Außerdem ist die Unterstützung der Kreisverbände und der Mitgliedsvereine in allen Fragen der Vereins- und Musikorganisation selbstverständlich.

## Fachbereiche
Der NMV ist in vier Fachbereiche aufgeteilt, denen jeweils ein Landesmusikdirektor vorsteht.
- Fachbereich Blasmusik
- Fachbereich Spielleutemusik
- Fachbereich Show
- Fachbereich Landesjugend

## Spielleute Orchester Niedersachsen
Als besondere Fortbildungsmaßnahme und zur Repräsentation des Verbandes unterhält der NMV Spielleuteorchester auf Landesebene mit den Schwerpunkten als Traditionelles und als Modernes Flötenorchester. Diese Orchester proben etwa zweimal im Jahr.